# Рејфорд (Северна Каролина)
Рејфорд (енгл. Raeford) град је у америчкој савезној држави Северна Каролина.

## Демографија
По попису из 2010. године број становника је 4.611, што је 1.225 (36,2%) становника више него 2000. године.
| Група             | 2000.         | 2010.         |
| Белци             | 1.712 (50,6%) | 1.920 (41,6%) |
| Афроамериканци    | 1.386 (40,9%) | 1.897 (41,1%) |
| Азијати           | 32 (0,9%)     | 44 (1,0%)     |
| Хиспаноамериканци | 141 (4,2%)    | 442 (9,6%)    |
| Укупно            | 3.386         | 4.611         |